# Liste der Orte im Landkreis Tübingen
Die Liste der Orte im Landkreis Tübingen listet die geographisch getrennten Orte (Ortsteile, Stadtteile, Dörfer, Weiler, Höfe, (Einzel-)Häuser) im Landkreis Tübingen auf.

## Systematische Liste
| - Ammerbuch mit den Gemeindeteilen Altingen, Breitenholz, Entringen, Pfäffingen, Poltringen und Reusten. - Zu Altingen das Dorf Altingen und die Häuser Gipswerk. - Zu Breitenholz das Dorf Breitenholz. - Zu Entringen das Dorf Entringen (Verwaltungssitz) und Schloss und Hof Hohenentringen. - Zu Pfäffingen das Dorf Pfäffingen. - Zu Poltringen das Dorf Poltringen. - Zu Reusten das Dorf Reusten. - Bodelshausen mit dem Dorf Bodelshausen, dem Weiler Oberhausen und den Aussiedlerhöfen Birkenhof und Burgstallhof. - Dettenhausen mit dem Dorf Dettenhausen und dem Haus Hirschland. - Dußlingen mit dem Dorf Dußlingen, dem Weiler Pulvermühle und dem Gehöft Wiesazsägmühle. - Gomaringen mit den Gemeindeteilen Gomaringen und Stockach. - Zu Gomaringen das Dorf Gomaringen, der Weiler Hinterweiler (baulich mit Gomaringen zusammengewachsen) und die Häuser Bahnhof Gomaringen, Hammerwerk, Pomosinwerke, Sägmühle und Schleifmühle. - Zu Stockach das Dorf Stockach. - Hirrlingen mit dem Dorf Hirrlingen und den Häusern Obere Mühle und Untere Mühle. - Kirchentellinsfurt mit dem Dorf Kirchentellinsfurt und der herzöglichen Domäne Einsiedel. - Kusterdingen mit den Gemeindeteilen Immenhausen, Jettenburg, Kusterdingen, Mähringen und Wankheim. - Zu Immenhausen das Dorf Immenhausen. - Zu Jettenburg das Dorf Jettenburg. - Zu Kusterdingen das Dorf Kusterdingen. - Zu Mähringen das Dorf Mähringen und die Häuser Bahnhof Mähringen. - Zu Wankheim das Dorf Wankheim und das Gehöft Bläsikelter. - Mössingen mit den Stadtteilen Mössingen, Öschingen und Talheim. - Zu Mössingen die Stadt Mössingen, das Dorf Belsen, der Weiler Bad Sebastiansweiler und die Häuser Ziegelhütte. - Zu Öschingen das Dorf Öschingen und die Häuser Krümlingmühle. - Zu Talheim das Dorf Talheim und die Höfe Bleiche, Obermühle, Salpeterhütte und Unterhütte. - Nehren mit dem Dorf Nehren und dem Gehöft Nehrener Mühle. - Neustetten mit den Gemeindeteilen Nellingsheim, Remmingsheim und Wolfenhausen. - Zu Nellingsheim das Dorf Nellingsheim und das Gehöft Ziegelhütte. - Zu Remmingsheim das Dorf Remmingsheim, das Gehöft Kelterhöfe und das Haus Bronnenmühle. - Zu Wolfenhausen das Dorf Wolfenhausen. - Ofterdingen mit dem Dorf Ofterdingen und dem Gehöft Jungviehweide. | - Rottenburg am Neckar mit den Stadtteilen Bad Niedernau, Baisingen, Bieringen, Dettingen, Eckenweiler, Ergenzingen, Frommenhausen, Hailfingen, Hemmendorf, Kiebingen, Obernau, Oberndorf, Rottenburg am Neckar, Schwalldorf, Seebronn, Weiler, Wendelsheim und Wurmlingen. - Zu Bad Niedernau das Dorf Bad Niedernau. - Zu Baisingen das Dorf Baisingen und die Aussiedlerhöfe Bühlhof, Fichtenhof und Jungholzhof. - Zu Bieringen das Dorf Bieringen und das Gehöft Hennental. - Zu Dettingen das Dorf Dettingen. - Zu Eckenweiler das Dorf Eckenweiler. - Zu Ergenzingen das Dorf Ergenzingen. - Zu Frommenhausen das Dorf Frommenhausen. - Zu Hailfingen das Dorf Hailfingen. - Zu Hemmendorf das Dorf Hemmendorf. - Zu Kiebingen das Dorf Kiebingen. - Zu Obernau das Dorf Obernau. - Zu Oberndorf das Dorf Oberndorf. - Zu Rottenburg am Neckar die Stadt Rottenburg, die Höfe Dürrbachhöfe und Eratskirche und die Häuser Altstadt, Hammerwasen, Heuberger Hof, Kalkweil, Oberwörthaus, Papiermühle (obere Bronnenmühle), Schadenweiler Hof, Sülchen und Weggental. - Zu Schwalldorf das Dorf Schwalldorf. - Zu Seebronn das Dorf Seebronn. - Zu Weiler das Dorf Weiler und die Häuser Katzenbacher Ziegelhütte. - Zu Wendelsheim das Dorf Wendelsheim. - Zu Wurmlingen das Dorf Wurmlingen. - Starzach mit den Gemeindeteilen Bierlingen, Börstingen, Felldorf, Sulzau und Wachendorf. - Zu Bierlingen das Dorf Bierlingen und das Gehöft Neuhaus. - Zu Börstingen das Dorf Börstingen und die Häuser Bahnhof Eyach, Kohlensäurewerk, Lohmühle und Wilhelmshöhe. - Zu Felldorf das Dorf Felldorf und das Haus Honorsmühle. - Zu Sulzau das Dorf Sulzau und Schloss und Gehöft Weitenburg. - Zu Wachendorf das Dorf Wachendorf und das Haus Burgmühle. - Tübingen mit den Stadtteilen Bebenhausen, Bühl, Derendingen, Hagelloch, Hirschau, Kilchberg, Lustnau, Pfrondorf, Tübingen, Unterjesingen und Weilheim. - Zu Bebenhausen das Dorf Bebenhausen. - Zu Bühl das Dorf Bühl. - Zu Hagelloch das Dorf Hagelloch, das Gehöft Rosenau und das Haus Ebenhalde. - Zu Hirschau das Dorf Hirschau. - Zu Kilchberg das Dorf Kilchberg. - Zu Pfrondorf das Dorf Pfrondorf. - Zu Tübingen die Stadt Tübingen, die Dörfer Derendingen und Lustnau (seit 1930 baulich mit Tübingen verbunden), der Weiler Waldhausen und die herzögliche Domäne Ammern. - Zu Unterjesingen das Dorf Unterjesingen, Schloss und Gehöft Roseck und das Gehöft Untere Mühle. - Zu Weilheim das Dorf Weilheim, Schloss und Gehöft Kreßbach und das Gehöft Eck. |

## Alphabetische Liste
In Fettschrift erscheinen die Orte, die namengebend für die Gemeinde sind, in Kursivschrift Einzelhäuser, Häusergruppen, Burgen, Schlösser und Höfe. Zusätzliche bestehende kleine Orte nach der Quelle www.leo-bw.de werden dort in aller Regel nicht wie in der Listengrundlage nach Weiler/Siedlung/Wohnplatz usw. differenziert, sondern einheitlich als Wohnplatz klassifiziert, dieser Ortsteiltyp wird hier entsprechend kursiviert übernommen.
| - Altingen zu Ammerbuch - Altstadt* zu Rottenburg am Neckar - Ammern zu Tübingen - Bad Niedernau zu Rottenburg am Neckar - Bad Sebastiansweiler zu Mössingen - Bahnhof Eyach zu Starzach - Bahnhof Gomaringen zu Gomaringen - Bahnhof Mähringen zu Kusterdingen - Baisingen zu Rottenburg am Neckar - Bebenhausen zu Tübingen - Belsen zu Mössingen - Bieringen zu Rottenburg am Neckar - Bierlingen zu Starzach - Birkenhof zu Bodelshausen - Bläsikelter zu Kusterdingen - Bleiche zu Mössingen - Bodelshausen - Börstingen zu Starzach - Breitenholz zu Ammerbuch - Bronnenmühle zu Neustetten - Bühl zu Tübingen - Bühlhof zu Rottenburg am Neckar - Burgmühle zu Starzach - Burgstallhof zu Bodelshausen - Derendingen zu Tübingen - Dettenhausen - Dettingen zu Rottenburg am Neckar - Dürrbachhöfe zu Rottenburg am Neckar - Dußlingen - Ebenhalde zu Tübingen - Eck zu Tübingen - Eckenweiler zu Rottenburg am Neckar - Einsiedel zu Kirchentellinsfurt - Entringen zu Ammerbuch - Eratskirche zu Rottenburg am Neckar - Ergenzingen zu Rottenburg am Neckar - Felldorf zu Starzach - Fichtenhof zu Rottenburg am Neckar - Frommenhausen zu Rottenburg am Neckar - Gipswerk zu Ammerbuch - Gomaringen - Hagelloch zu Tübingen - Hailfingen zu Rottenburg am Neckar - Hammerwasen zu Rottenburg am Neckar - Hammerwerk zu Gomaringen - Hemmendorf zu Rottenburg am Neckar - Hennental zu Rottenburg am Neckar - Heuberger Hof zu Rottenburg am Neckar - Hinterweiler zu Gomaringen - Hirrlingen - Hirschau zu Tübingen - Hirschland zu Dettenhausen - Hohenentringen zu Ammerbuch - Honorsmühle zu Starzach - Immenhausen zu Kusterdingen - Jettenburg zu Kusterdingen - Jungholzhof zu Rottenburg am Neckar - Jungviehweide zu Ofterdingen - Kalkweil zu Rottenburg am Neckar - Katzenbacher Ziegelhütte zu Rottenburg am Neckar - Kelterhöfe zu Neustetten - Kiebingen zu Rottenburg am Neckar - Kilchberg zu Tübingen - Kirchentellinsfurt - Kohlensäurewerk zu Starzach - Kreßbach zu Tübingen - Krümlingmühle zu Mössingen - Kusterdingen | - Lohmühle zu Starzach - Lustnau zu Tübingen - Mähringen zu Kusterdingen - Mössingen - Nehren - Nehrener Mühle zu Nehren - Nellingsheim zu Neustetten - Neuhaus zu Starzach - Obere Mühle zu Hirrlingen - Oberhausen zu Bodelshausen - Obermühle zu Mössingen - Obernau zu Rottenburg am Neckar - Oberndorf zu Rottenburg am Neckar - Oberwörthaus zu Rottenburg am Neckar - Ofterdingen - Öschingen zu Mössingen - Papiermühle (Rottenburg) oder Obere Bronnenmühle zu Rottenburg am Neckar - Pfäffingen zu Ammerbuch - Pfrondorf zu Tübingen - Poltringen zu Ammerbuch - Pomosinwerke zu Gomaringen - Pulvermühle zu Dußlingen - Remmingsheim zu Neustetten - Reusten zu Ammerbuch - Roseck zu Tübingen - Rosenau zu Tübingen - Rottenburg zu Rottenburg am Neckar - Sägmühle zu Gomaringen - Salpeterhütte zu Mössingen - Schadenweiler Hof zu Rottenburg am Neckar - Schleifmühle zu Gomaringen - Schwalldorf zu Rottenburg am Neckar - Seebronn zu Rottenburg am Neckar - Stockach zu Gomaringen - Sülchen zu Rottenburg am Neckar - Sulzau zu Starzach - Talheim zu Mössingen - Tübingen - Untere Mühle zu Hirrlingen - Untere Mühle zu Tübingen - Unterhütte zu Mössingen - Unterjesingen zu Tübingen - Wachendorf zu Starzach - Waldhausen zu Tübingen - Wankheim zu Kusterdingen - Weggental zu Rottenburg am Neckar - Weiler zu Rottenburg am Neckar - Weilheim zu Tübingen - Weitenburg zu Starzach - Wendelsheim zu Rottenburg am Neckar - Wiesazsägmühle zu Dußlingen - Wilhelmshöhe zu Starzach - Wolfenhausen zu Neustetten - Wurmlingen zu Rottenburg am Neckar - Ziegelhütte zu Mössingen - Ziegelhütte zu Neustetten |

| ↑ Zurück zum Inhaltsverzeichnis |